# Badische Weinstraße
| Badische Weinstraße | Badische Weinstraße |
| ------------------- | --- |
| Länge:              | etwa 500 km |
| Bundesland:         | Baden-Württemberg |
| Region:             | Baden |
| Verlaufsrichtung:   | Nord–Süd |
| Beginn:             | Laudenbach |
| Verlauf:            | wichtige Städte Bühl Offenburg Oberkirch Lahr/Schwarzwald Emmendingen Vogtsburg im Kaiserstuhl Breisach am Rhein Freiburg im Breisgau Müllheim im Markgräflerland |
| Ende:               | Weil am Rhein |
| Höhenlage:          | um 150 m ü. NHN |

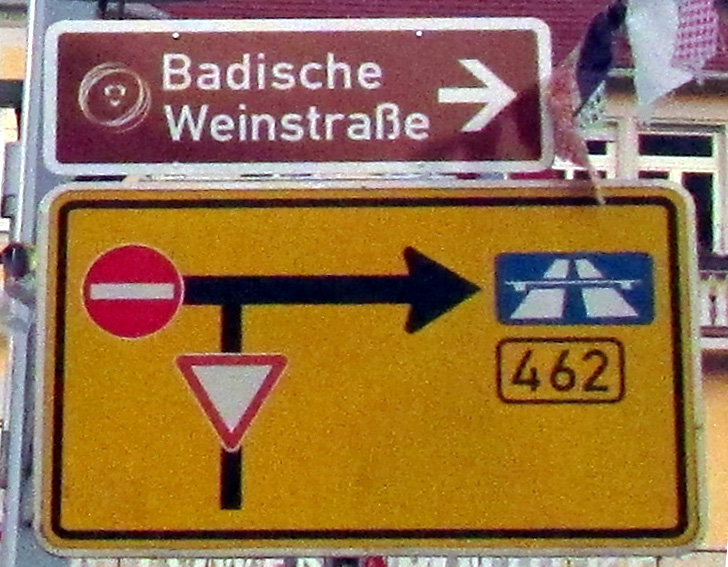
Wegweiser in Gernsbach

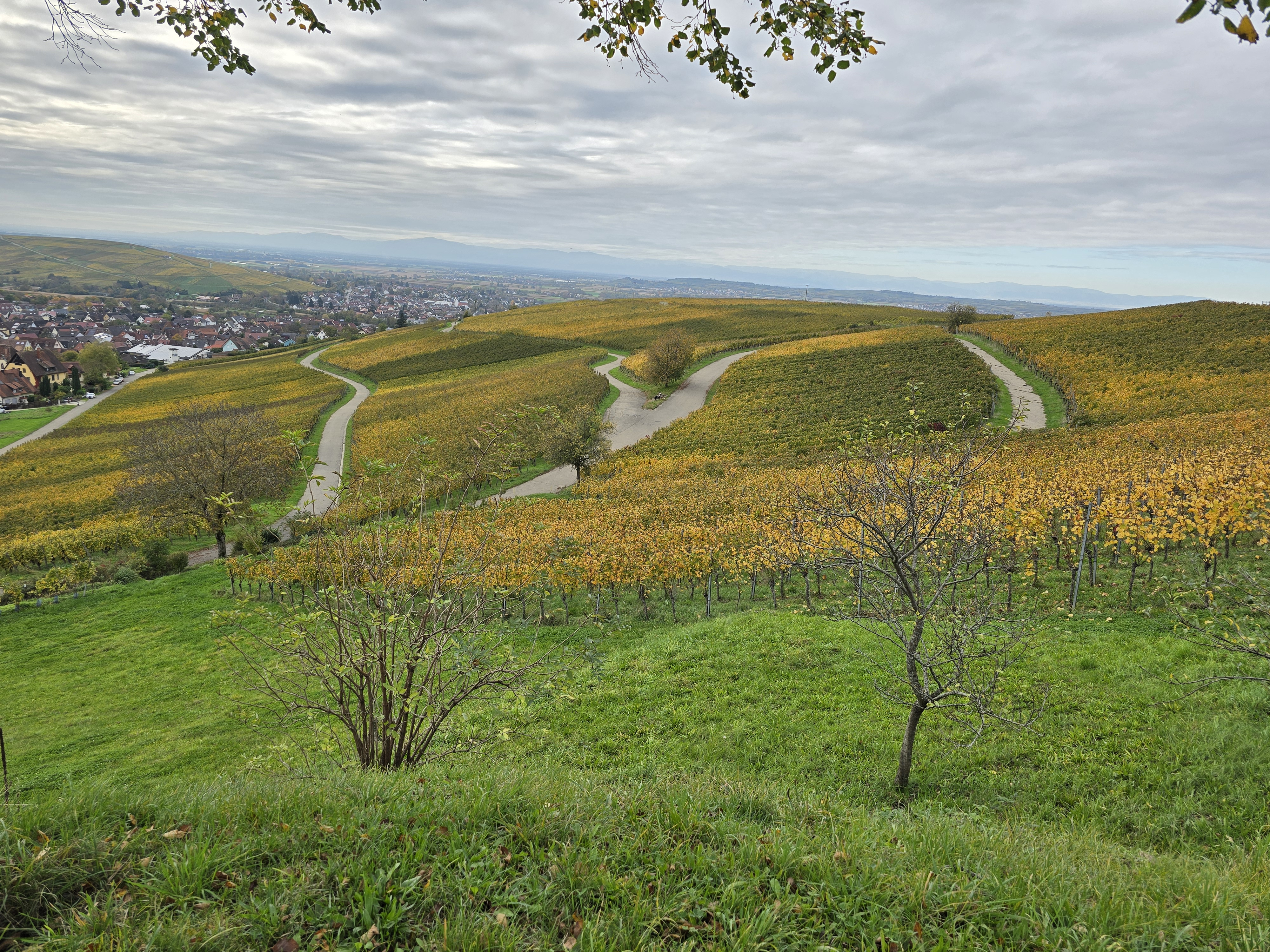
Herbst an der Badischen Weinstraße

Die Badische Weinstraße ist eine touristische Route im Südwesten Deutschlands, die sich über etwa 500 Kilometer erstreckt. Seit ihrer Gründung im Jahr 1954 verläuft die Weinstraße entlang des östlichen Randes des Oberrheins, von Laudenbach bis nach Weil am Rhein nahe der Grenze zur Schweiz.

## Geographie
Die Badische Weinstraße verläuft durch die Weinbauregionen Badische Bergstraße, Taubertal, Kraichgau, Ortenau, Kaiserstuhl, Tuniberg, Breisgau und Markgräflerland, die alle zum Weinbaugebiet Baden gehören. Mit einer Rebfläche von ca. 15.727 Hektar ist Baden das drittgrößte Weinbaugebiet Deutschlands. Die drei größten Weinbaubereiche sind der Kaiserstuhl, das Markgräflerland und die Ortenau. Während die Route in der Ortenau und im Breisgau eine klare Linienführung mit wenigen Abstechern aufweist, erweitert sie sich in den Bereichen Kaiserstuhl und Tuniberg um alternativen Routen am Fuße des Schwarzwaldes. Die zum Weinbaugebiet Baden gehörende Bereiche Bodensee und Tauberfranken werden bislang nicht von der Badischen Weinstraße erschlossen.
Die Beschilderung der Badischen Weinstraße zeigt ein vom Badischen Weinbauverband entworfenes Logo und vermerkt den Weinbaubereich, in dem man sich gerade befindet.

## Klima und Böden
Die gesamte Rebfläche in den Weinbaugebieten der Europäischen Union ist per EU-Verordnung in sieben Weinbauzonen unterteilt, die klimatischen Kriterien folgen. Das Weinbaugebiet Baden ist das einzige in Deutschland, das wegen seines warmen Klimas der Weinbauzone B zugeordnet wird. Diese Region gehört zu den wärmsten Deutschlands, was sich im vielfältigen Rebsortenspiegel widerspiegelt. Durch die unterschiedlichen Landschafts- und Klimabereiche kann Baden eine große Vielfalt an Weinen hervorbringen.
Mit über 1.700 Sonnenstunden jährlich und einer Durchschnittstemperatur von fast 11 Grad weist die Badische Weinstraße das sonnigste und wärmste Klima Deutschlands auf. Dieses Klima wird entscheidend durch die geografische Lage zwischen den Höhenzügen des Pfälzer- und Odenwaldes sowie der Vogesen und des Schwarzwaldes geprägt. Diese Gebirgszüge bieten Schutz vor kalten Winden und schirmen starke Niederschläge ab, wodurch die Bedingungen für den Weinbau besonders günstig sind. Die moderaten Niederschläge, die durch den Schwarzwaldrücken beeinflusst werden, fördern zudem die Fruchtigkeit, Substanz und Leichtigkeit der Weine.
Das milde Klima wird ideal durch die vielfältigen Böden ergänzt, die eine breite Palette an charaktervollen Weinen ermöglichen. Vom vulkanischen Gestein am Kaiserstuhl und im Markgräflerland bis zu Muschelkalk und Keuper im Kraichgau und Taubergrund bietet die Badische Weinstraße ein abwechslungsreiches Bodenprofil, das den Weinen eine besondere Note verleiht. Zu den Hauptrebsorten gehören Spätburgunder, Grauburgunder, Müller-Thurgau, Weißburgunder, Gutedel und Riesling. Der Anteil von Rot- zu Weißwein beträgt etwa 38 % zu 62 %.

## Geschichte
Die Badische Weinstraße wurde 1954 ins Leben gerufen, um den badischen Wein und die Region unter dem Motto „Wein probieren an der Quelle“ zu fördern. Die Strecke wurde mit einer Eröffnungsfahrt eingeweiht, die von Baden-Baden aus entlang einer 76 Kilometer langen Route führte. Zudem wurde eine erste Werbebroschüre mit einer Auflage von 70.000 Exemplaren veröffentlicht, die sowohl eine Karte der Strecke als auch Informationen zur Weintradition der Region enthielt.
Später wurde die Strecke durch die Einbeziehung der Regionen Breisgau, Kaiserstuhl und Markgräflerland auf rund 250 Kilometer ausgedehnt. Diese Erweiterung, die im Rahmen der Winzerfeste in Endingen und Müllheim gefeiert wurde, trug zur Aufwertung der Weinstraße bei und förderte den touristischen Zulauf in der Region.
Zum 60. Jubiläum der Badischen Weinstraße wurden nicht nur die vergangenen Erfolge gewürdigt, sondern auch frische Impulse gesetzt. Nachdem die Schwarzwald Tourismus GmbH 2013 die Vermarktung der Route übernommen hatte, fand zum 60-jährigen Jubiläum ein Oldtimerkorso statt. Die Gäste genossen eine malerische Fahrt zum Schloss Neuenweier, die mit einer exklusiven Weinprobe unter dem Motto „50 Jahre – 50 Weine“ gekrönt wurde.
Anlässlich ihres 60-jährigen Bestehens im Jahr 2014 wurde die Badische Weinstraße um die ebenfalls zum Weinanbaugebiet Baden gehörende Regionen Badische Bergstraße, Kraichgau und Taubertal erweitert. Damit erreichte die Badische Weinstraße ihre nördlichste Ausdehnung. Sie trifft im Gebiet der Badischen Bergstraße in der Region Rhein-Neckar auf drei weitere deutsche Weinanbaugebiete: Hessische Bergstraße, Pfalz und Rheinhessen.
Die Erweiterung der Badischen Weinstraße schuf nicht nur geografisch neue Anknüpfungspunkte, sondern brachte auch im Bereich des Tourismus innovative Impulse, um das Potenzial der Region weiter zu erschließen. So folgte auf die zunehmende Beliebtheit des Radtourismus die Eröffnung des Badischen Weinradwegs im September 2020.

## Badischer Weinradweg
Der Badische Weinradweg erstreckt sich über 460 Kilometer und verbindet die Badischen Weinregionen von Basel bis Weinheim. Die Route führt entlang von 300 Weinbaubetrieben, Winzergenossenschaften, Vinotheken und Weinhotels und ist in acht Etappen unterteilt.
In Grenzach an der Deutsch-Schweizer Grenze, ca. 3 Kilometer von Basel entfernt, beginnt der Badische Weinradweg. Auf den ersten Kilometern führt sein Weg über den Isteiner Klotz durch das Markgräflerland. Tuniberg und Kaiserstuhl laden ein, weiter Richtung Norden zu fahren und die terrassenförmigen Weinberge zu erkunden. Alternativ kann auch die Variante vorbei an Freiburgs Altstadt und dem Glottertal gewählt werden. Durch die Weinhänge des Breisgaus führt der Weg weiter in die Ortenau. Vorbei am Schloss Ortenberg führt der Routenverlauf weiter Richtung Karlsruhe und biegt bei Bruchsal in den Kraichgau ab. Anschließend lockt Heidelberg als wahres Schmuckstück, bevor der Radweg in Laudenbach an der Badischen Bergstraße, etwa 10 Kilometer hinter Weinheim, endet.

## Briefmarken
Am 12. Oktober 2017 wurden unter der Bezeichnung „Badische Weinstraße – Markgräflerland“ zwei zusammenhängende Briefmarken zu 0,45 Euro in der Serie „Deutschlands schönste Panoramen“ veröffentlicht. Sie zeigen den südlichen Vorsprung des Ehrenstetter Ölbergs in Ehrenkirchen.